# Nils Aas
Pour les articles homonymes, voir Aas.
Nils Sigurd Aas, né le 21 avril 1933 à Inderøy et mort le 10 février 2004 à Oslo, est un sculpteur norvégien.

## Biographie
Nils Sigurd Aas est issu d'une famille d'ébénistes. Il suit les cours de la Statens kunstakademi (École nationale des beaux-arts) de 1954 à 1958. Par la suite, il devient l'assistant du sculpteur norvégien Arnold Haukeland (no) (1920–1983). Aas s'oriente alors vers des formes plus abstraites.
Il expose pour la première fois lors du salon d'automne en 1964.
On lui doit des statues en pieds représentant Grete Waitz, Henrik Ibsen et Charles Chaplin, ainsi que de nombreux bustes (dont ceux d'Einar Gerhardsen, Johan Borgen, Arthur Rubinstein...). 
En 1990, il est fait chevalier de l'ordre de Saint-Olaf.
Outre de nombreuses sculptures, Nils Aas a aussi dessiné des médailles et des pièces de monnaie norvégiennes, notamment celles de 10 et 20 couronnes.
Ses œuvres sont conservés notamment au musée national de l'art, de l'architecture et du design.